# 湖南吉利汽车职业技术学院
湖南吉利汽车职业技术学院由吉利控股集团投资创建，以培养汽车类高技能人才为主的全日制普通高等职业院校。学校成立于2012年，坐落于国家级经济技术开发区——湖南省湘潭市九华经济区。

## 院系
学校下设汽车学院、人工智能与软件学院、人文与管理学院3个二级学院，涵括汽车工程系、新能源汽车系、软件技术系、智能制造系、管理系、人文系、英语系7个系，开设有20个专业。

## 社团活动
- 自行车协会简介
- 阳光棋社简介
- 风行轮舞轮滑协会简介
- 篮球协会简介
- 健身协会简介
- 电子竞技社简介
- 书法艺术协会简介
- 英语协会简介
- 乒乓球协会简介
- 台球协会简介
- 台球协会简介
- 心理协会简介
- 志愿者协会简介
- 羽毛球协会简介
- 舞蹈社团简介
- 吉他社团简介
- 吉利职院赛车协会[3]